# Araneus musawas
Araneus musawas là một loài nhện trong họ Araneidae.
Loài này thuộc chi Araneus. Araneus musawas được Herbert Walter Levi miêu tả năm 1991.